# 春日台 (神戸市)
春日台 (かすがだい) は、兵庫県神戸市西区の町名。一丁目から九丁目がある。郵便番号は651-2276

## 地理
西区に所属している。東は樫野台、美賀多台に接する。西は平野下村、宮前、大畑に接する。北は平野繁田、南は平野向井と接する。

## 交通
地下鉄、鉄道は通っていないが神戸市バスが通っている

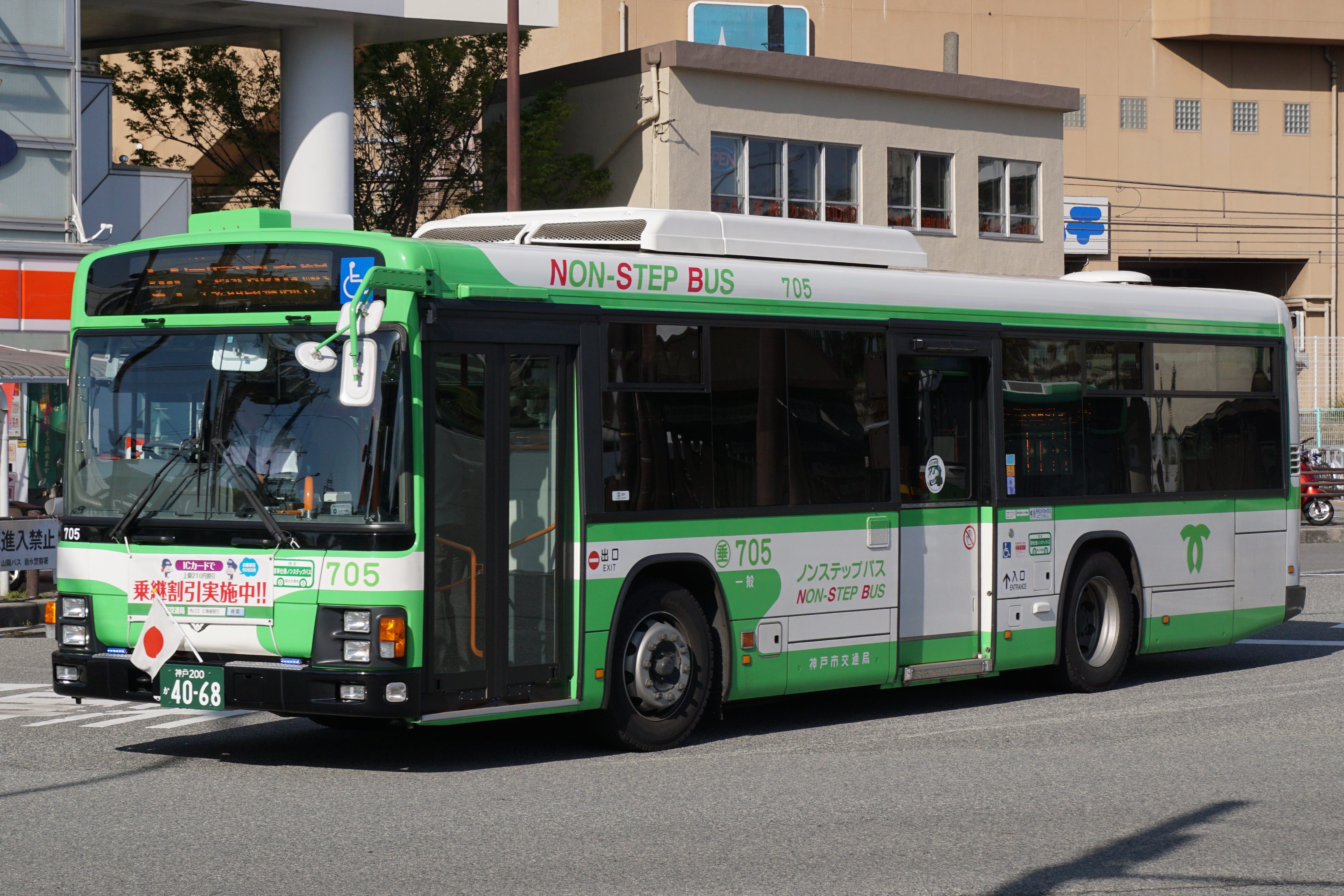
神戸市バス

### 神戸市バス
| 系統 | 起点         | 経由バス停                                                                                  | 終点     |
| ---- | ------------ | ------------------------------------------------------------------------------------------- | -------- |
| 21   | 西神中央駅前 | (美賀多台)-春日台2丁目-春日台3丁目-春日台4丁目-春日台6丁目-西体育館口-西体育館              | 西体育館 |
| 22   | 西神中央駅前 | (美賀多台)-春日台公園-春日台小学校-かすかプラザ-春日台4丁目-春日台6丁目-西体育館口-西体育館 | 西体育館 |
| 28   | 西神中央駅前 | (樫野台)-春日台4丁目-春日台6丁目-西体育館口-西体育館                                        | 西体育館 |

## 小学校・中学校の校区
市立小・中学校に通う場合、校区は以下の通りとなる

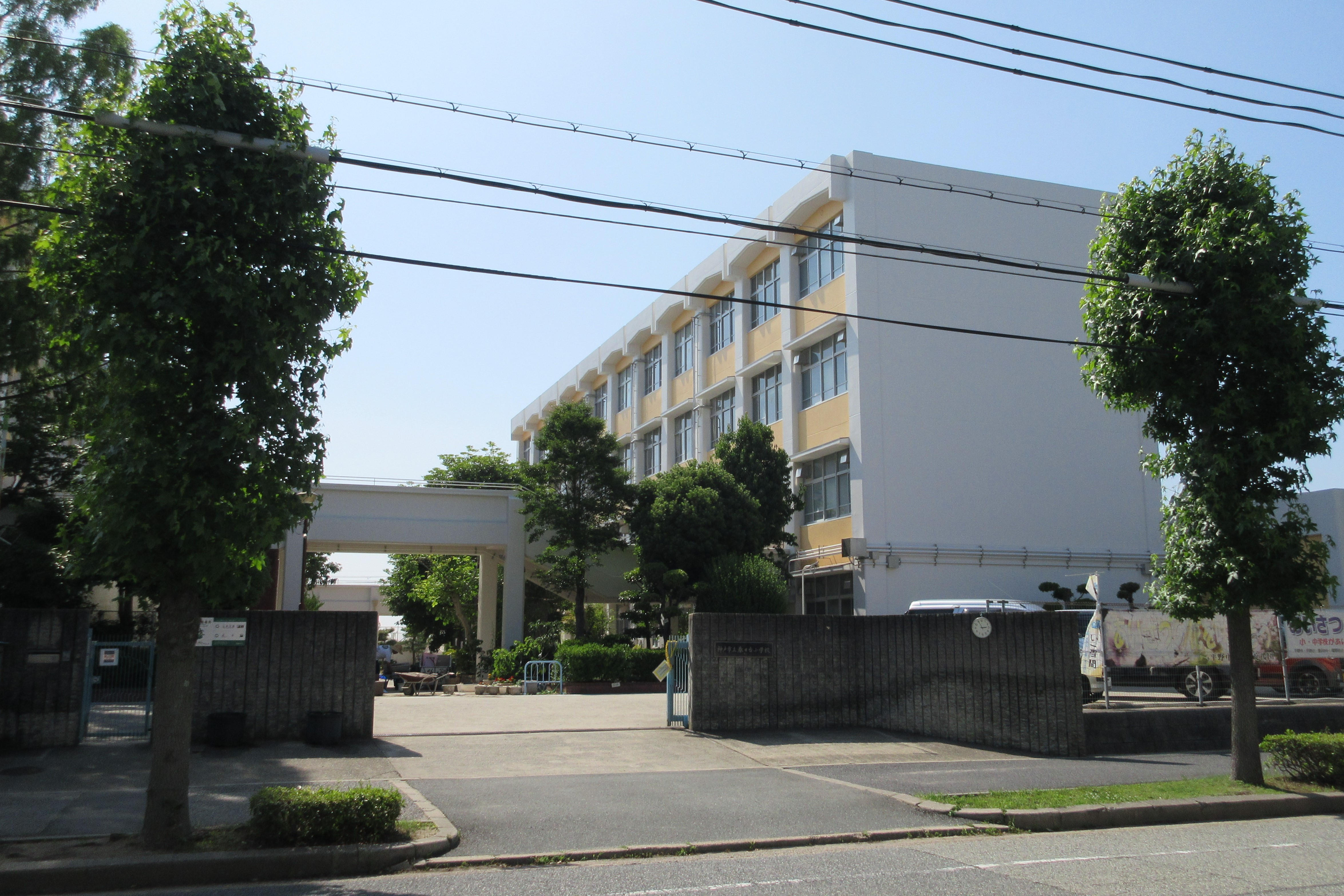
春日台小学校
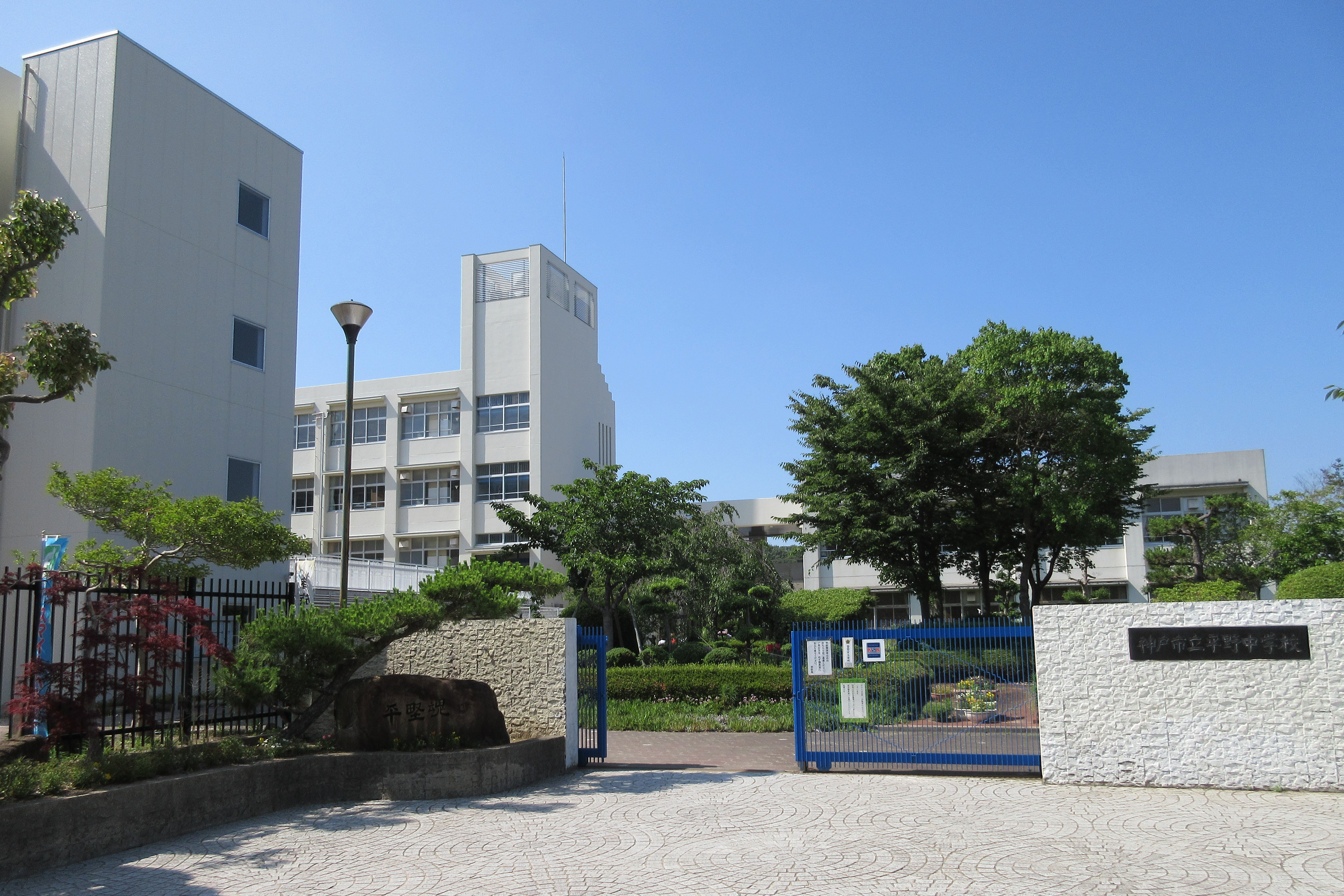
平野中学校

| 丁目 | 小学校       | 中学校     |
| ---- | ------------ | ---------- |
| 1    | 春日台小学校 | 平野中学校 |
| 2    | 春日台小学校 | 平野中学校 |
| 3    | 春日台小学校 | 平野中学校 |
| 4    | 春日台小学校 | 平野中学校 |
| 5    | 春日台小学校 | 平野中学校 |
| 6    | 春日台小学校 | 平野中学校 |
| 7    | 春日台小学校 | 平野中学校 |
| 8    | 春日台小学校 | 平野中学校 |
| 9    | 春日台小学校 | 平野中学校 |

- 春日台小学校
- 平野中学校

## 施設

### 1丁目

#### 交通
- 春日台2丁目（神戸市バス）

#### 公園
- 春日東公園

#### 施設
- にしふじ歯科

### 2丁目

#### 公園
- 春日薬師公園

#### 学校
- 神戸市立平野中学校
- ECC

### 3丁目

#### 交通
- かすがプラザ （神戸市バス）

#### かすかプラザ
- コープこうべ　西神店

- ファミリーマートかすかプラザ店
- （株）西神住宅設備 かすがプラザ店
- フラワーショップ 風花
- クリーニングのホームドライ かすがプラザ店
- カーブス かすがプラザ
- （株）みなと銀行 西神ニュータウン西支店

##### 病院
- 西神鍼灸整骨院
- スマイル歯科ふくながクリニック
- 山田眼科
- よしだ内科診療所
- のざき耳鼻咽喉科
- せいしん動物病院

##### 飲食
- 明日香 西神春日プラザ店
- 創作フレンチレストラン unique ～ユニック～
- もう利

#### 公園
- 春日久留美公園

その他
- ココカラファイン薬局春日台店
- オリックスレンタカー西神ニュータウンカウンター
- apollostationセルフ西神ニュータウンSS
- 神戸西警察署春日台交番
- 神戸春日台郵便局
- グレイス神戸ミッションチャーチ

### 4丁目

#### 交通
- 春日台4丁目（神戸市バス）

#### 公園
- 春日南公園

#### 学校
- 神戸市立春日台小学校
- 春日台幼稚園

その他
- 春日台児童館
- 春日台地域福祉センター

### 5丁目

#### 交通
- 春日台6丁目（神戸市バス）
- 西体育館口（神戸市バス）
- 西体育館（神戸市バス）

#### 公園
- 春日台山の谷公園
- 春日ふれあい公園

#### スポーツ系
- 西体育館

#### 福祉
- 西在宅福祉センターなでしこデイホーム

#### 飲食
- 石窯パン工房 ダンマルシェ 西神店

撫子

#### その他
- 神戸市消防局 西消防署
- もりざね歯科クリニック

### 6丁目

#### 交通
- 春日台6丁目（神戸市バス）
- 西体育館口（神戸市バス）

#### 公園
- 春日台西公園

#### 学校
- 滝川第二高等学校・滝川第二中学校

### 7丁目

#### 公園
- 春日五六公園

#### その他
- ラグナケア春日台

### 8丁目

#### 交通
- 春日台公園（神戸市バス）

#### 公園
- 春日中公園

### 9丁目

#### 交通
- 春日台公園（神戸市バス）

#### 公園
- 春日台公園

※春日台公園の中に日時計がある
- 春日北公園